# ۶۳ (عدد)
۶۳ (عدد)
۶۳(شصت و سه) یک عدد طبیعی است که بعد از ۶۲ و قبل از ۶۴ قرار دارد.